# MOON PRIDE
《MOON PRIDE》是桃色幸運草Z的第12張單曲，於2014年7月30日由Evil Line Records發售。

## 概要
本單曲分美少女戰士版（CD+Blu-ray）和桃色幸運草Z版（CD Only）兩種形式發售。

## 收錄曲

### 美少女戰士版（CD+Blu-ray）
1. MOON PRIDE
作词・作曲・编曲：Revo
動畫《美少女戰士Crystal》主題曲
2. 月虹
作词・白蔷薇sumire　作曲・编曲：小坂明子
動畫《美少女戰士Crystal》片尾曲
3. MOON PRIDE（off vocal ver.）
4. 月虹（off vocal ver.）
5. 「MOON PRIDE」 MUSIC VIDEO收錄Blu-ray同捆

### 桃色幸運草Z版（CD Only）
1. MOON PRIDE
2. 月虹
3. Moon Revenge(cover song)
作词：冬杜花代子　作曲：小坂明子　编曲：橋本由香利
4. MOON PRIDE（off vocal ver.）
5. 月虹（off vocal ver.）
6. Moon Revenge（off vocal ver.）

## 外部連結
- 官方介紹頁面 （页面存档备份，存于） （日語）